# Acer discolor
Acer discolor é uma espécie de árvore do gênero Acer, pertencente à família Aceraceae.